# 佐藤未奈子
佐藤未奈子（さとう みなこ、10月22日 - ）は、日本の女性声優。大沢事務所所属。

## 人物
2019年にアミューズメントメディア総合学院を卒業。

## 出演
太字はメインキャラクター。

### テレビアニメ
2020年
- 地縛少年花子くん（2020年 - 2025年、赤根葵、女子生徒B） - 3シリーズ

2021年
- ゆるキャン△ SEASON2（巫女）

2023年
- 氷属性男子とクールな同僚女子
- 青のオーケストラ（小桜ハル）
- ワールドダイスター（女児B）
- め組の大吾 救国のオレンジ（女子A）
- 放課後少年花子くん（2023年 - 2024年、赤根葵、妖精のハウスメイド〈葵〉） - 2シリーズ

2024年
- 百千さん家のあやかし王子（鳥居愛香）
- 弱キャラ友崎くん 2nd STAGE（前橋）
- 真夜中ぱんチ（子供）
- 疑似ハーレム（きり）

2025年
- Summer Pockets
- 華Doll*-Reinterpretation of Flowering-（スタッフ）
- 忍者と殺し屋のふたりぐらし（店員）
- プリンセッション・オーケストラ（女の子A）
- 9-nine- Ruler’s Crown（女生徒C）

### ゲーム
2023年
- クッキーラン: キングダム（フリルクラゲ味クッキー）

### BLCD
- シャングリラの鳥Ⅲ（女性 他[21]）

### シリーズ一覧
1. ↑  第1期（2020年）、第2期『2』第1クール（2025年）、第2期『2』第2クール（2025年）
2. ↑  第1話 - 第4話（2023年）、続編4話（2024年）